# Комітет Верховної Ради України з питань державного будівництва, регіональної політики та місцевого самоврядування
Комітет Верховної Ради України з питань державного будівництва, регіональної політики та місцевого самоврядування — профільний комітет Верховної Ради України.
Створений Постановою Верховної Ради України 4-VI від 04 грудня 2007 р. Його попередником був Комітет з питань державного будівництва, діяльності Рад і місцевого самоврядування.
До грудня 2014 року мав назву Комітет Верховної Ради України з питань державного будівництва та місцевого самоврядування.

## Сфери відання
Комітет здійснює законопроєктну роботу, готує, попередньо розглядає питання, віднесені до повноважень Верховної Ради України, та виконує контрольні функції у таких сферах відання:
- адміністративно-територіальний устрій України;
- спеціальний статус міст Києва та Севастополя;
- організація та діяльність органів виконавчої влади (за винятком органів виконавчої влади, питання організації та діяльності яких віднесені до предметів відання інших комітетів);
- законодавче забезпечення діяльності Президента України, Кабінету Міністрів України, центральних органів виконавчої влади;
- засади місцевого самоврядування та органів самоорганізації населення;
- засади організації надання адміністративних послуг;
- державна служба та служба в органах місцевого самоврядування;
- вибори, референдуми та інші форми безпосереднього волевиявлення громадян;
- статус та діяльність політичних партій, громадських об'єднань (крім тих, питання діяльності яких віднесені до предметів відання інших комітетів);
- державні символи України;
- державні нагороди України.

## Склад VII скликання[1]
Керівництво:
- Жванія Давид Важаєвич — Голова Комітету
- Михайленко Ольга Дмитрівна — Перший заступник голови Комітету
- Новак Наталія Василівна — Заступник голови Комітету
- Парасків Олег Дмитрович — Заступник голови Комітету
- Сиротюк Олег Мирославович — Заступник голови Комітету
- Князевич Руслан Петрович — Секретар Комітету
- Гладій Василь Іванович — Голова підкомітету з питань державного будівництва
- Буховець Олег Юлійович — Голова підкомітету з питань органів виконавчої влади
- Карташов Євген Григорович — Голова підкомітету з питань місцевого самоврядування
- Дудка Олександр Іванович — Голова підкомітету з питань місцевих бюджетів та комунальної власності
- Бондаренко Володимир Дмитрович — Голова підкомітету з питань виборчого законодавства та об'єднання громадян

Члени:
- Близнюк Анатолій Михайлович
- Добкін Дмитро Маркович
- Кацуба Володимир Михайлович
- Кличко Віталій Володимирович
- Пехов Володимир Анатолійович
- Федорук Микола Трохимович[2]

## Склад VIII скликання[3]
Керівництво:
- голова Комітету — Власенко Сергій Володимирович
- перший заступник голови Комітету — Ледовських Олена Володимирівна
- заступник голови Комітету — Кудлаєнко Сергій Володимирович
- заступник голови Комітету — Курило Віталій Семенович
- секретар Комітету — Гончаренко Олексій Олексійович

Члени:
- Балога Іван Іванович
- Березюк Олег Романович
- Бойко Олена Петрівна
- Бублик Юрій Васильович
- Гуляєв Василь Олександрович
- Дехтярчук Олександр Володимирович
- Добкін Михайло Маркович
- Матвійчук Едуард Леонідович
- Река Андрій Олександрович
- Федорук Микола Трохимович
- Шкрум Альона Іванівна[4].